# Vành
Trong toán học, vành là một trong những cấu trúc đại số cơ bản. Nhiều đối tượng toán học có thể được xem xét như là vành, ví dụ như vành các hàm số liên tục trên một không gian, vành các đa thức một ẩn với hệ số thực, vành các ma trận với hệ số thực, vân vân. Vành có nhiều thuộc tính hơn là nhóm, nhưng lại ít thuộc tính hơn trường, nên nó có một vị trí cân bằng đặc biệt giữa các ngành của toán học.
Một vành có thể là giao hoán hoặc không giao hoán, tùy thuộc xem phép nhân của nó có tính giao hoán hay không. Các vành giao hoán có một vị trí đặc biệt trong lý thuyết số và hình học đại số. Ngành nghiên cứu về các vành giao hoán và các i-đê-an trên vành giao hoán được gọi là đại số giao hoán.
Các vành (không giao hoán) là những đối tượng nghiên cứu quan trọng trong đại số trừu tượng.

## Định nghĩa
Một tập hợp khác rỗng R được gọi là vành nếu trên đó có hai luật hợp thành trong R mà ta ký hiệu là "+" (phép cộng) và "×" (phép nhân) thoả mãn các điều kiện sau:
1. R là một nhóm giao hoán đối với phép cộng, nghĩa là:
  1. Phép cộng có tính kết hợp: {\displaystyle \forall x,y,z\in R:(x+y)+z=x+(y+z)\,}
  2. Phép cộng có phần tử trung hòa, nghĩa là {\displaystyle \exists 0\in R,\forall x\in R}: {\displaystyle 0+x=x+0=x\,}
  3. Mọi phần tử của R có phần tử nghịch đảo: {\displaystyle \forall x,\exists x':x+x'=x'+x=0}
  4. Phép cộng có tính giao hoán, nghĩa là: {\displaystyle \forall x,y\in R:x+y=y+x}
2. Phép nhân có tính phân phối với phép cộng, nghĩa là 
  1. {\displaystyle \forall x,y,z\in R:x.(y+z)=x.y+x.z}  (phân phối phải)
  2. {\displaystyle \forall x,y,z\in R:(x+y).z=x.z+y.z}  (phân phối trái)
3. Phép nhân có tính kết hợp, nghĩa là {\displaystyle \forall x,y,z\in R:(x.y).z=x.(y.z)\,}
4. Phép nhân có phần tử đơn vị, nghĩa là {\displaystyle \exists 1\in R,\forall x\in R:1.x=x.1=x\,}

Tuy nhiên, có trường phái khác, định nghĩa một vành không có điều kiện phép nhân phải có phần tử đơn vị. Trong trường phái này, vành có phần tử đơn vị được gọi là vành có đơn vị.
Nhiều trường phái cho rằng vành không cần tính chất phần tử đơn vị và không cần tính chất kết hợp trong phép nhân. Thí dụ, các loại vành Lie được gọi là vành nhưng phép nhân không có tính chất kết hợp. Người theo trường phái này dùng chữ vành kết hợp để gọi một vành trong đó phép nhân có tính kết hợp và để phân biệt giữa hai vành kết hợp và vành không kết hợp.

## Một số loại vành đặc biệt
- Vành giao hoán là vành R trong đó phép nhân có tính chất giao hoán.
- Vành trong đó phép nhân có phần tử đơn vị được gọi là vành có đơn vị.
- Nếu trong vành R tồn tại hai phần tử {\displaystyle a\neq 0,b\neq 0} sao cho ab = 0 thì các phần tử a, b được gọi là ước của 0 hay nói cách khác {\displaystyle 0\ \vdots \ a,\ 0\ \vdots \ b.} Vành giao hoán, có đơn vị, không có ước của 0 được gọi là vành nguyên hay miền nguyên.
- Miền nguyên X gọi là vành chính nếu mọi ideal của nó đều là được sinh từ một phần tử (tức là mọi ideal của nó đều là ideal chính).
- Miền nguyên A gọi là vành Euclid nếu có ánh xạ f: Ā→N (với Ā là tập các phần tử khác 0 của A) thoả mãn tính chất sau:
  - Nếu b là ước của a và a ≠ 0 thì f(b) ≤ f(a).
  - Với a, b là hai phần tử tuỳ ý của A và b ≠ 0 thì tồn tại duy nhất cặp phần tử q, r của A sao cho a = bq + r và f(b) ≥ f(r) nếu r ≠ 0. Có ví dụ như mọi vành đa thức là vành Ơclit.
- Vành Noether: Vành giao hoán có đơn vị được gọi là vành Noether nếu mọi ideal của nó đều là hữu hạn sinh, tức là tồn tại một tập sinh hữu hạn phần tử.
  - Định lý - Một vành là Noether khi và chỉ khi nó thỏa mãn điều kiện dãy tăng.
  - Chứng minh - Giả sử một vành A thỏa mãn điều kiện dãy tăng. Giả sử tồn tại một i-đê-an {\displaystyle I} không hữu hạn sinh. Thế thì tồn tại một dãy các phần tử {\displaystyle (x_{i})_{i\in \mathbb {N} }} thuộc {\displaystyle I} sao cho {\displaystyle x_{n+1}\notin (x_{1},\dots ,x_{n})}. Dãy các i-đê-an {\displaystyle (x_{1})\subset (x_{1},x_{2})\subset \dots } là một dãy tăng ngặt các i-đê-an không ổn định, vô lý. Vậy mọi i-đê-an của {\displaystyle A} đều hữu hạn sinh.
  - Ngược lại, giả sử vành mọi i-đê-an trong vành A đều là hữu hạn sinh. Xét một dãy tăng các i-đê-an {\displaystyle I_{1}\subset I_{2}\subset \dots }. Đặt {\displaystyle I=\cup _{i\in \mathbb {N} }I_{i}}. {\displaystyle I} là hữu hạn sinh, nên tồn tại {\displaystyle x_{1},\dots ,x_{n}} sao cho {\displaystyle I=(x_{1},\dots ,x_{n})}. Mặt khác, với mọi {\displaystyle j}, {\displaystyle x_{j}\in \cup _{i\in \mathbb {N} }I_{i}}, do đó {\displaystyle \exists m_{j}:x_{j}\in I_{m_{j}}}. Đặt {\displaystyle m=\max {m_{1},\dots ,m_{n}}} thì dãy các i-đê-an ổn định từ {\displaystyle I_{m}}. Do đó A thỏa mãn điều kiện dãy tăng.
- Vành Gauss hay vành nhân tử hoá là một miền nguyên A mà mọi phần tử khác không và không khả nghịch đều được phân tích một cách duy nhất thành tích của hữu hạn phần tử bất khả quy nếu không tính đến thứ tự của các phần tử (duy nhất xê xích một hoán vị).

## Ví dụ
- Tập hợp các số nguyên {\displaystyle \mathbb {Z} } với phép cộng và nhân thông thường là một vành.
- Tập các ma trận vuông cùng cấp n với phép cộng và nhân ma trận là một vành.
- Tập các đa thức với hệ số trên trường số thực là một vành.
- Tập các số dạng {\displaystyle a+b.{\sqrt {3}}}, với {\displaystyle a,b\in \mathbb {Z} } là một vành.
- Vành số nguyên với phép toán cộng và nhân thông thường là vành Euclid, vành chính,và vành Gauss.
- Các vành chính, vành Euclid, vành đa thức trên một trường K là các vành Gauss.

Một số nguyên Gauss (hay số nguyên phức) là một số phức mà các phần thực và phần ảo của nó là các số nguyên. Các số nguyên Gauss, với phép toán cộng và phép toán nhân các số phức tạo thành một vành, gọi là vành số nguyên Gauss, thường ký hiệu là Z[i]. 

Các số nguyên Gauss như các điểm mắt lưới trên mặt phẳng phức.

Trong vành số nguyên Gauss, ta cũng có thể xây dựng các khái niệm tương tự như trong vành số nguyên như: chia hết, số nguyên tố Gauss, đồng dư,... Khái niệm đóng vai trò quan trọng đối với các số nguyên Gauss là chuẩn của số nguyên Gauss được định nghĩa là: {\displaystyle \|a+b.i\|=a^{2}+b^{2}}. Có những kết quả khá thú vị như: nếu {\displaystyle \|Z\|} là số nguyên tố thì Z là số nguyên tố Gauss.

## Vành con

### Định nghĩa
Tập con A của vành R được gọi là vành con của R nếu chính A là một vành với hai phép toán cộng và nhân trên R (bao gồm cả tính đóng của hai phép toán này trên A.
- Các vành con đặc biệt:
  - Tập gồm một phần tử {0}, và chính R là vành con của R
  - Cho phần tử a {\displaystyle \in } R. Tập các phần tử dạng n.a, {\displaystyle n\in \mathbb {Z} } là vành con của R

### Các điều kiện tương đương
Cho R là một vành, tập con A {\displaystyle \subset } R. Các mệnh đề sau là tương đương:
1. A là vành con của R;
2. {\displaystyle \forall } x,y {\displaystyle \in } A, x ± y {\displaystyle \in } A, x.y {\displaystyle \in } A, -x và -y {\displaystyle \in } A.

### Giao của các vành con
Giao của họ bất kỳ các vành con của R là vành con của R

## I-đê-an (Ideal)

### Các khái niệm
- Vành con A của vành R được gọi là ideal trái (hoặc phải) của R nếu {\displaystyle x.a\in A} (hoặc {\displaystyle a.x\in A}) {\displaystyle \forall a\in A,x\in R}.
- Vành con A vừa là ideal trái, vừa là ideal phải của R được gọi là ideal của R.
- Giao của họ bất kỳ các ideal của R là ideal của R.
- Cho tập con {\displaystyle X\subset R}. Ideal nhỏ nhất của R chứa X được gọi là ideal sinh bởi X.
- Giả sử A là vành giao hoán có đơn vị,một ideal X{\displaystyle \subset }A gọi là ideal tối đại nếu có ideal của A chứa X thì ideal đó hoặc là X hoặc là A.
- Ideal P của A gọi là ideal nguyên tố nếu và chỉ nếu tích uv thuộc P thì u{\displaystyle \in }P hoặc v{\displaystyle \in }P.
- Mọi ideal là vành con, ngược lại chưa chắc đúng.

### Một số kết quả
- Nếu R là vành giao hoán, có đơn vị thì iđean sinh bởi tập con của R:

{a1,a2,...,ak}
là tập hợp các phần tử dạng:
a1.x1+a2.x2+...+ak.xk
trong đó x1,x2,...,xk {\displaystyle \in } R
- Nếu R là vành có đơn vị của R và A là ideal của R chứa đơn vị thì A=R.
- Tập ℕ, ℤ và các tập con của nó đều không phải là các ideal của tập số thực.

## Vành thương
- Cho A là một ideal của vành R và phần tử x{\displaystyle \in } R.Tập con của R gồm các phần tử dạng x+a với mọi a{\displaystyle \in } A được gọi là một lớp kề của A theo x.
- Ký hiệu R/A là tập hợp tất cả các lớp kề của A với mọi x{\displaystyle \in } R:

{\displaystyle R/A=\{x+A|x\in R\}}
được gọi là tập thương của R theo A.
- Trên tập thương R/A có thể xác định hai phép toán cộng và nhân như sau:
  - (x+A)+(y+A)=(x+y)+A
  - (x+A).(y+A)=(x.y)+A

Khi đó có thể chứng minh R/A là một vành, vành này được gọi là vành thương của R theo A.
- Ví dụ:

Cho n là số nguyên dương. Tập {\displaystyle n.\mathbb {Z} } là ideal của {\displaystyle \mathbb {Z} }. Vành thương {\displaystyle \mathbb {Z} }/{\displaystyle n.\mathbb {Z} } chính là vành các lớp đồng dư theo môđun n.
- giả sử X là một vành giao hoán có đơn vị và A là một ideal của X khi đó

1. X/A là miền nguyên khi và chỉ khi A là ideal nguyên tố.
2. X/A là trường khi và chỉ khi Α là ideal tối đại.

## Đồng cấu vành

### Khái niệm
- Cho R và R' là hai vành. Ánh xạ f: R {\displaystyle \to } R' được gọi là đồng cấu vành nếu f bảo toàn hai phép toán cộng và nhân trong R, nghĩa là với mọi a,b {\displaystyle \in } R:

1. f(a + b) =f(a) + f(b)
2. f(a.b) = f(a).f(b)

- Nếu đồng cấu f là đơn ánh (hoặc toàn ánh) thì tương ứng f được gọi là đơn cấu vành(hoặc toàn cấu vành).
- Nếu đồng cấu f là song ánh thì f được gọi là đẳng cấu vành.
- Nếu R'=R thì f được gọi là tự đồng cấu của vành R.
- Nếu có đồng cấu (hoặc đẳng cấu)f từ vành R đến vành Rthì R được gọi là đồng cấu (hoặc đẳng cấu) với R.

### Ví dụ
- Ánh xạ không f: {\displaystyle R\to R'} cho f(x) = 0 với mọi x{\displaystyle \in }R là đồng cấu vành.
- Ánh xạ đồng nhất của R là một tự đồng cấu của R.
- Cho A là vành con của R. Ánh xạ nhúng j: A {\displaystyle \to } R cho j(a)=a với mọi a{\displaystyle \in }A là một đơn cấu vành. Nó được gọi là đơn cấu chính tắc từ A vào R.
- Cho A là ideal của R. Ánh xạ h: R {\displaystyle \to } R/A cho h(x)=x+A là một toàn cấu, nó được gọi là toàn cấu chính tắc.
- Tích (ánh xạ) của hai đồng cấu là đồng cấu. Tích (ánh xạ) của hai đẳng cấu là đẳng cấu.

### Ảnh và hạt nhân của đồng cấu
- Khái niệm
  - Cho đồng cấu vành f: R {\displaystyle \to } R'.

Tập con của R gồm các phần tử của R có ảnh là phần tử không của R' được gọi là hạt nhân của đồng cấu f, ký hiệu là Ker(f)
Ker(f)={x {\displaystyle \in } R| f(x)=0}
- - Tập f(R) được gọi là ảnh của đồng cấu f, ký hiệu là Im(f).
- Tính chất

1. Ker(f) là ideal của R và Im(f) là vành con của R'.
2. Đồng cấu f là đơn cấu khi và chỉ khi Ker(f)={0}
3. Với mọi đồng cấu f:R {\displaystyle \to } R', Im(f) đẳng cấu với vành thương R/Ker(f).

## Phạm trù các vành
Vành cùng với đồng cấu vành tạo thành phạm trù các vành, được ký hiệu là Ring (từ "vành" trong tiếng Anh). Ring là một phạm trù lớn, cụ thể.
Phạm trù các vành giao hoán được ký hiệu là CRing. CRing tương đương với phạm trù các lược đồ a-phin.

## Đặc số của vành
- Cho vành có đơn vị R. Nếu tồn tại số nguyên dương m sao cho m.1 = 0 thì số m nhỏ nhất có tính chất đó được gọi là đặc số của R. Nếu không tồn tại m như vậy R được gọi là có đặc số 0.
- Ví dụ: Vành số nguyên {\displaystyle \mathbb {Z} } có đặc số 0, vành thương {\displaystyle \mathbb {Z} }/{\displaystyle n.\mathbb {Z} } có đặc số n.

## Sơ lược về lịch sử nghiên cứu vành đại số
Những người góp công lớn trong việc nghiên cứu vành đại số và ideal là các nhà toán học Đức mà đại diện là: E. Kummer (1810-1893); R. Dedekin (1831-1936) và đặc biệt là nhà toán học nữ E. Noether (1882-1935). Khi chứng minh bài toán Fermat lớn, E. Kummer đã sử dụng phương pháp xuống thang trên tập số nguyên nhưng mọi cố gắng đều thất bại. Để khắc phục ông đã xét bài toán trong lớp vành thực sự chứa Z. Trên lớp vành này ông phải làm việc với các số ideal là mầm mống của khái niệm ideal sau này.người đưa khái niệm ideal là Dedekin và người có công lớn trong việc phát triển lý thuyết vành và ideal trừu tượng là E. Noether.